# Technomyrmex jocosus
Technomyrmex jocosus es una especie de hormiga del género Technomyrmex, subfamilia Dolichoderinae. Fue descrita científicamente por Forel en 1910.
Se distribuye por Australia y Nueva Zelanda. Se ha encontrado a elevaciones de hasta 980 metros. Vive en microhábitats como la hojarasca y troncos.